# Mount Rainier (Technik)
Mount Rainier bezeichnet ein Format zum Speichern auf optischen Speichermedien mittels Packet-Writing und Defekt-Management mit dem Ziel, Disketten langfristig zu ersetzen. Der Name stammt von dem gleichnamigen Vulkan Mount Rainier in den Vereinigten Staaten von Amerika.
Mount Rainier – kurz MRW für Mount Rainier Read/Write – kommt nur auf dafür ausgelegten Laufwerken zum Einsatz. Als Datenträger werden jedoch Standardmedien, wie CD-RW und DVD±RW verwendet.

## Funktionsweise
Eine in das Laufwerk integrierte Logik sorgt dafür, dass ein eingelegtes Medium für das Betriebssystem wie ein physisch leerer Bereich aussieht, der wie bei einer Diskette oder Festplatte formatiert und beschrieben werden kann. Es gibt daher keine Vorgabe für das zu verwendende Dateisystem.
Intern arbeitet das Laufwerk mit dem UDF-Dateisystem. Beim Formatieren werden zusätzlich einige Blöcke für das Defektmanagement reserviert. Defekte Sektoren werden in einer Tabelle im Lead-In, und in einer Kopie dieser Tabelle im Lead-Out, vermerkt. Das Formatieren eines neuen Rohlings geschieht im Hintergrund und benötigt so nur etwa eine Minute.
Aus der Sicht eines Betriebssystems ist ein wiederbeschreibbares Medium in einem MRW-Laufwerk einfach nur unbenutzter, fehlerfreier, blockadressierbarer Speicherplatz, den es in üblicher Weise nutzen kann. Ein solches MRW-Medium kann daher auch mit FAT32, NTFS oder ext usw. formatiert werden, obwohl UDF das empfohlene Dateiformat ist, da es am besten für die Arbeit mit optischen Speichermedien ausgelegt ist und auch am weitesten und betriebssystemübergreifend Verbreitung findet. Eine MRW-formatierte CD-RW mit UDF-Dateisystem fasst ungefähr 500 MiB an Daten.
Mount Rainier erlaubt die Verwendung eines Mediums schon nach wenigen Sekunden nachdem es eingelegt wurde: Daten können bereits während des „Spin-Up“ auf das Medium geschrieben werden, sogar während der Formatierungsphase. Vor Mount-Rainier musste man ein wiederbeschreibbares optisches Medium zuerst manuell formatieren, was einige Minuten in Anspruch nahm und aus einem dafür vorgesehen Anwendungsprogramm erfolgen musste. Erst nach dem formatieren konnte man mit anderen Anwendungen auf das frisch formatierte leere Medium zugreifen. MRW-formatierte Medien können mit speziellen Programmen auch auf nicht-MRW-fähigen Laufwerken ausgelesen, jedoch nicht beschrieben werden. Ein solches Programm ist beispielsweise EasyWrite Reader für Microsoft Windows.
Als Alternative zu MRW-Laufwerken bietet sich an, optische Medien manuell mit UDF in Version 1.5 oder höher zu formatieren. Dafür kann ein Packet-Writing-Programm zum Einsatz kommen, oder das Betriebssystem unterstützt von sich aus UDF in Version 1.5 oder höher. Die Fähigkeiten von Mount Rainier und UDF 1.5+ sind teils ähnlich.
Vorteile von MRW gegenüber UDF 1.5+:
- MRW erlaubt schnelles Formatieren der optischen Medien im Hintergrund
- MRW verwendet eine kleinere Paketgröße gegenüber herkömmlichen Packet-Writing-Programmen (2 KiB gegenüber 64 KiB)
- MRW erlaubt es, jedes beliebige Dateisystem auf einem optischen Medium zu verwenden
- das Defekt-Management arbeitet unabhängig vom benutzten Betriebssystem

Vorteile von UDF 1.5+ gegenüber MRW:
- UDF benötigt keine spezielle Hardware, also kein MRW-Laufwerk
- UDF ist breiter unterstützt

## Betriebssystem-Unterstützung
Mount Rainier ist vollständig in Windows Vista implementiert. Linux-Unterstützung besteht seit Linux-Kernel 2.6.2. AmigaOS 4 unterstützt Mount Rainier seit der ersten Beta-Version von 2004.
Betriebssysteme ohne Mount-Rainier-Unterstützung (allen voran Windows XP und frühere Versionen) benötigen Treiber von Drittherstellern, um die MRW-Funktion der Laufwerke nutzen zu können. Die meisten Packet-Writing-Programme für Windows unterstützen neben der herkömmlichen UDF-Funktion auch MRW.
Das Marketing-Logo für Mount-Rainier-kompatible Laufwerke ist das von Philips entworfene EasyWrite-Logo. Es soll sicherstellen, dass alle mit diesem Logo versehenen Produkte geprüft sind und die festgelegten Qualitätsstandards erfüllen.